# Ulla Fischerström
Ulla Fischerström, född 1909 i Stockholm, död 6 november 1938 i Oslo, var en svensk barnskådespelare. Hon omkom i en brand i svågern Per Brandstrups ateljévåning i Oslo.
Hon var dotter till Carl Ludvig Iwan Philip Fischerström och hans hustru konstnären och grafikern Edith Maria Fischerström (1881–1967). Filmen hon medverkade i spelades in i Sollefteå och flera officerare från regementet där medverkade. Hon var gift med Lage Aage Brandstrup med vilken hon fick en son.

## Filmografi
- 1913 – När larmklockan ljuder